# Papaver arachnoideum
Papaver arachnoideum är en vallmoväxtart som beskrevs av J.W. Kadereit. Papaver arachnoideum ingår i släktet vallmor, och familjen vallmoväxter. Inga underarter finns listade i Catalogue of Life.